# Marco Otacílio Cátulo
Marco Otacílio Cátulo (em latim: Marcus Otacilius Catulus) foi um senador romano nomeado cônsul sufecto para o nundínio de setembro a dezembro de 88 com Sexto Júlio Esparso. Conhecido por ter vivido com uma concubina para quem deixou uma fortuna de 200 milhões de sestércios. 